# オードリー・ウィリアムソン
オードリー・ウィリアムソン（Audrey Doreen Swayne Williamson、後にMitchell、1926年9月28日 - 2010年4月29日）は、イギリスの陸上競技選手である。彼女は1948年に開催されたロンドンオリンピックに参加して、女子陸上200メートル走で銀メダルを獲得した。

## 経歴
オードリー・ウィリアムソンは、1926年にボーンマスで生まれた。
彼女は1948年に自国で開催されたロンドンオリンピックに、200メートル走の代表として出場した。予選と準決勝をそれぞれ1位で通過して臨んだ決勝では、この大会で4つの金メダルを獲得したフランシナ・ブランカース＝クンに敗れて銀メダルを獲得した。